# Medina succuba
Medina succuba là một loài ruồi trong họ Tachinidae.